# جيراردو غوميز
جيراردو غوميز (بالإسبانية: Gerardo Gómez)‏ (11 يناير 1989 بإيرابواتو في المكسيك - ) هو لاعب كرة قدم مكسيكي في مركز جناح ‏. لعب مع أتلاتيكو إيرابواتو وChiapas F.C. Reserves and Academy ‏.

## وصلات خارجية
- جيراردو غوميز على موقع قاعدة بيانات كرة القدم.إي يو (الإنجليزية)